# Abu Al-Qassim Al-Shabbi
Abu Al-Qassim Al-Shabbi (Arabă: أبو القاسم الشابي; n. 24 februarie 1909, Tozeur, Guvernoratul Tozeur, Tunisia – d. 9 octombrie 1934, Tunis, Protectoratul Francez al Tunisiei) a fost un poet tunisian.